# Hugolin Zeffirini
Hugolin Zeffirini OESA (ur. 1320 w Cortonie, zm. ok. 1370) – włoski zakonnik eremita, asceta, błogosławiony Kościoła katolickiego.
Pochodził z możnego rodu włoskiego, jednak porzucił bogactwo i wstąpił do zakonu toskańskich eremitów św. Augustyna (łac. Ordo Fratrum Eremitarum Sancti Augustini, OESA). Zasłynął z ascetycznego trybu życia. W rodzinnym mieście, Cortonie, jeszcze za życia został otoczony czcią ze względu na świętość życia, jakie prowadził. Hugolin jednak zrezygnował z okazywanych mu tam względów i osiadł w pustelni św. Onufrego.
Kult Hugolina, jako błogosławionego, zaaprobował (ab immemorabili) papież Pius VII w 1804 roku.
Jego wspomnienie liturgiczne obchodzone jest 21 lub 22 marca.